# Chemillé-sur-Dême
Chemillé-sur-Dême ist eine französische Gemeinde mit 707 Einwohnern (Stand: 1. Januar 2022) im Département Indre-et-Loire in der Region Centre-Val de Loire; sie gehört zum Arrondissement Chinon und zum Kanton Château-Renault.

## Geographie
Die Gemeinde Chemillé-sur-Dême liegt etwa 31 Kilometer nördlich von Tours an der Dême. Umgeben wird Chemillé-sur-Dême von den Nachbargemeinden Épeigné-sur-Dême im Nordwesten und Norden, Villedieu-le-Château im Norden, Montrouveau im Nordosten, Les Hermites im Osten, Marray im Südosten und Süden, Louestault im Süden sowie Neuvy-le-Roi im Südwesten und Westen.

## Bevölkerungsentwicklung
| Jahr                       | 1962 | 1968 | 1975 | 1982 | 1990 | 1999 | 2011 | 2021 |
| Einwohner                  | 880  | 800  | 677  | 644  | 585  | 575  | 685  | 714  |
| Quellen: Cassini und INSEE |      |      |      |      |      |      |      |      |

## Sehenswürdigkeiten
- Kirche Saint-Cyr-et-Sainte-Julitte mit Ursprüngen aus dem 11. Jahrhundert
- Friedhofskapelle Saint-Médard, errichtet 1846
- Schloss La Marchière aus dem 14./15. Jahrhundert
- Herrenhaus Rebondais aus dem 15./16. Jahrhundert
- Herrenhaus Rezay aus dem 16. Jahrhundert

## Persönlichkeiten
- Jean Raspail (1925–2020), französischer Schriftsteller, in Chemillé-sur-Dême geboren